# 奥体中心站 (南昌市)
奥体中心站位于中华人民共和国江西省南昌市南昌县紫阳大道和天祥大道交叉口，是南昌地铁1号线的地铁车站，车站于2015年12月26日和1号线一同启用。

## 车站结构
站厅在地下一层，站台在地下二层为岛式站台。
车站面积为11571.38㎡，深度12.91m，占地面积约16.60亩。
建设中的昌九高铁天祥大道隧道将下穿本站，2024年11月25日“英雄号”盾构机安全穿越南昌地铁1号线奥体中心站

### 楼层
| 1层  | 地面               | 出入口                       |  |  |
| -1层 | 站厅               | 自动售票机、客服中心         |  |  |
| -2层 |                    | █ 1号线 往昌北机场（太子殿） |  |  |
|      | 岛式站台，左侧开门 |                              |  |  |
|      |                    | █ 1号线 往麻丘（瑶湖西）     |  |  |

### 出入口
本站共开放3个出入口，预留1个出入口。
| 编号                   | 指示                       | 图片 | 建议前往的目的地                                |
| ---------------------- | -------------------------- | ---- | ----------------------------------------------- |
| 出口 · 1L · 升降机标志 | 紫阳大道南侧，天祥大道东侧 |      | 江西省奥林匹克体育中心                          |
| 出口 · 2L              | 紫阳大道北侧，天祥大道东侧 |      | 江西师范大学瑶湖校区                            |
| 出口 · 3L              | （预留）                   |      |                                                 |
| 出口 · 4L              | 紫阳大道南侧，天祥大道西侧 |      | 闵吴路、天虹购物中心、方闵自然村三区、华鹏·东岸 |
| 註： 設有              |                            |      |                                                 |

## 历史
- 2009年6月2日《南昌市轨道交通1号线一期工程环境影响报告书（简本）》中只提及奥体中心站位于规划奥体中心附近[12][13]。
- 2010年8月30日的1号线一期24个站点暂用名定为天祥大道站，位于紫阳大道、天祥大道交叉口[2]。
- 2010年12月15日确定本站名称不变[14]。
- 2012年5月26日天祥大道站开始施工[15]
- 2015年9月16日确认改为奥体中心站[16][17]。
- 2015年12月26日随1号线一期一同启用。
- 2024年10月作为1号线东延工程电源接入点，在夜间“天窗点”完成37.8公里电缆敷设及157台设备安装，实现东延段“电通”[18]